# Гідроксид цинку
Гідроксид цинку, цинк гідроксид — неорганічна сполука ряду гідроксидів складу Zn(OH)2. За звичайних умов є білим аморфним порошком або кристалами. Виявляє амфотерні властивості.

## Фізичні властивості

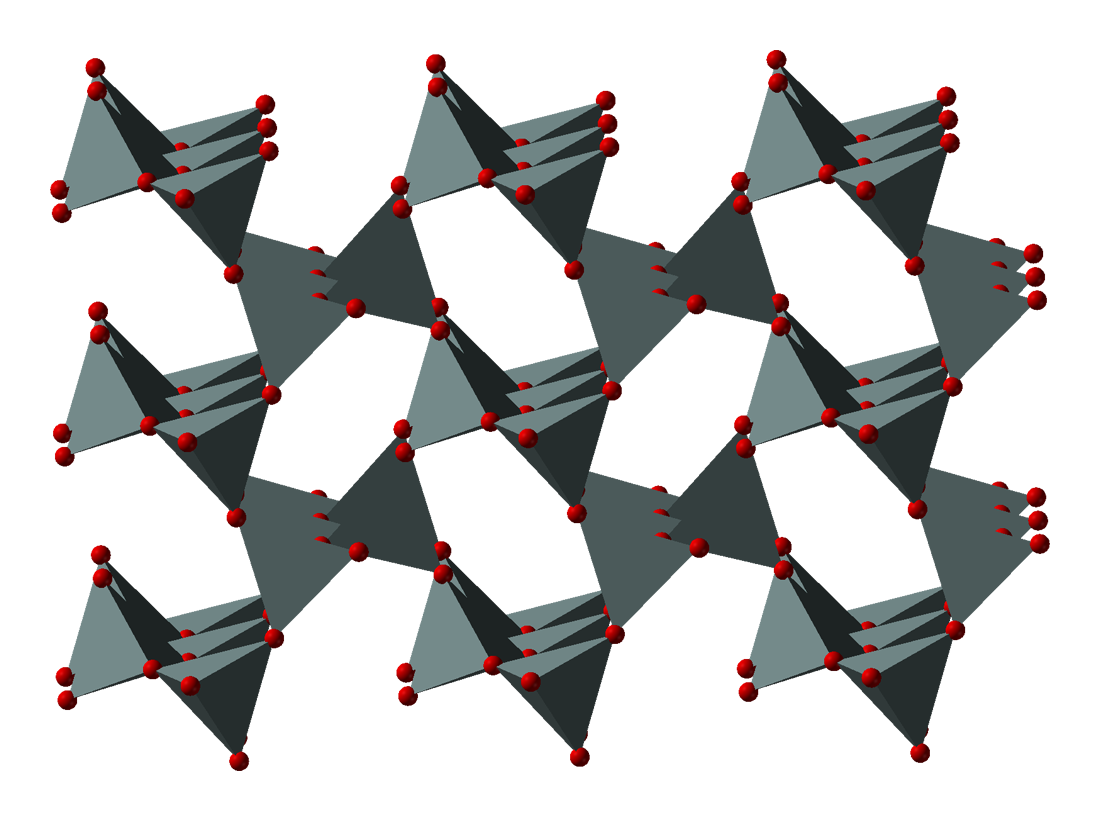
Ґратка β-кристобаліту

У кристалічному стані гідроксид цинку може перебувати у п'яти модифікаціях: гексагональній α-формі, ромбоедричній або гексагональній β-формі, призматичній γ-формі, ромбоедричній δ-формі або ж біпірамідальній ε-формі. Стійкою за кімнатної температури є лише форма ε-Zn(OH)2 (аналог β-кристобаліту).

## Отримання
Гідроксид цинку утворюється при дії лугів на солі цинку, випадаючи у формі білого об'ємистого осаду:
{\displaystyle \mathrm {2NaOH+ZnCl_{2}\longrightarrow Zn(OH)_{2}\downarrow +2NaCl} }
Безпосереднє утворення гідроксиду при взаємодії оксиду цинку і води не відбувається.

## Хімічні властивості
Гідроксид цинку є малорозчинним у воді (добуток розчинності 3·10-17),але його розчинність значно покращується з пониженням/підвищенням pH.. За нагрівання він втрачає молекулу води й розкладається до оксиду цинку:
{\displaystyle \mathrm {Zn(OH)_{2}\ {\xrightarrow {100-150^{o}C}}\ ZnO+H_{2}O} }
Гідроксид цинку служить дуже популярним ресурсом оксиду цинку.
Він розчиняється у сильних кислотах:
{\displaystyle \mathrm {Zn(OH)_{2}+2HCl\longrightarrow ZnCl_{2}+2H_{2}O} }
{\displaystyle {\ce {Zn(OH)2 + H2SO4 -> ZnSO4 + 2H2O}}}
Аналогічно до гідроксиду берилію, гідроксид цинку виявляє амфотерні властивості. Пам'ятаємо,що цинк схильний до комплекслоутворення. Він взаємодіє із лугами — як у розчинах, утворюючи цинкати (гідроксоцинкати) координаційної будови, так і в розплаві:
{\displaystyle \mathrm {Zn(OH)_{2}+2NaOH\longrightarrow Na_{2}[Zn(OH)_{4}]} } (розчин)
{\displaystyle \mathrm {Zn(OH)_{2}+2NaOH\longrightarrow Na_{2}ZnO_{2}+2H_{2}O} } (розплав)
Так само відбувається утворення координаційного комплексу при взаємодії з концентрованим розчином аміаку (гідроксидом амонію):
{\displaystyle \mathrm {Zn(OH)_{2}+4(NH_{3}{\cdot }H_{2}O)\longrightarrow [Zn(NH_{3})_{4}](OH)_{2}+4H_{2}O} }
Суспензія Zn(OH)2 здатна поглинати з повітря вуглекислий газ, утворюючи дигідроксокарбонат цинку:
{\displaystyle \mathrm {2Zn(OH)_{2}+CO_{2}\longrightarrow Zn_{2}CO_{3}(OH)_{2}+H_{2}O} }